# Tūt Āghāj
Tūt Āghāj (persiska: توت آغاج) är en ort i Iran.   Den ligger i provinsen Västazarbaijan, i den nordvästra delen av landet, 500 km väster om huvudstaden Teheran. Tūt Āghāj ligger 1 477 meter över havet och antalet invånare är 237.
Terrängen runt Tūt Āghāj är kuperad åt sydväst, men åt nordost är den platt. Runt Tūt Āghāj är det ganska tätbefolkat, med 60 invånare per kvadratkilometer. Närmaste större samhälle är Mahabad, 11,6 km söder om Tūt Āghāj. Trakten runt Tūt Āghāj består till största delen av jordbruksmark.